# Maria Maj-Roksz
Maria Maj-Roksz (ur. 22 sierpnia 1980) – polska biegaczka długodystansowa.

## Kariera
Zawodniczka KS Wejher Wejherowo. Brązowa medalistka mistrzostw Polski w biegu na 10 000 metrów (2009), mistrzostw Polski w półmaratonie (2009) oraz przełajowych mistrzostw Polski w biegu na 3 km (2009). Po zakończeniu kariery trenerka lekkiej atletyki oraz instruktorka fitness.
Wybrane rekordy życiowe: 5000 metrów - 16:36.40 (2008), 10 000 metrów - 35:06.95 (2009), półmaraton - 1:15:37 (2009), maraton - 2:46:08 (2008).